# 3025 Higson
3025 Higson è un asteroide della fascia principale. Scoperto nel 1982, presenta un'orbita caratterizzata da un semiasse maggiore pari a 3,1987012 UA e da un'eccentricità di 0,0873335, inclinata di 21,01306° rispetto all'eclittica.
L'asteroide è dedicato all'americano Roger Higson.